# Rosa (Doctor Who)
Rosa est le troisième épisode de la onzième saison de la seconde série télévisée britannique Doctor Who. Il est diffusé le 21 octobre 2018 sur la chaîne de télévision britannique BBC One.

## Distribution
- Jodie Whittaker : Treizième Docteur
- Mandip Gill : Yasmin Khan
- Tosin Cole : Ryan Sinclair
- Bradley Walsh : Graham O'Brien
- Vinette Robinson : Rosa Parks
- Joshua Bowman : Krasko
- Trevor White (en) : James Blake
- Richard Lothian : Mr Steele
- Jessica Claire Preddy : serveuse
- Gareth Marks : officier de police Mason
- David Rubin : Raymond Parks
- Ray Sesay : Martin Luther King
- Aki Omoshaybi : Fred Gray
- David Dukas : Elias Griffin Jr.
- Morgan Deare : Arthur

## Synopsis
Montgomery, l'Alabama. 1955. Le Docteur et ses amis se retrouvent dans le Sud profond de l'Amérique. Quand ils rencontrent une couturière du nom de Rosa Parks, ils commencent à se demander si quelqu'un essaye de changer l'histoire.

### Continuité
- Ryan fait référence à la mort de sa grand-mère, Grace, qui a eu lieu dans l'épisode La Femme qui venait d'ailleurs.
- Le Docteur qualifie le voyage en manipulateur de vortex comme du « voyage temporel pas cher et désagréable », comme Missy le disait dans Le Magicien et son disciple.
- Krasko dit qu'il était prisonnier dans la prison de Stormcage. C'est la prison où River Song était enfermée pour le meurtre du Docteur dans la saison 6 de la série.
- Krasko utilise le manipulateur de vortex qui est un appareil utilisé par Jack Harkness et River Song.